# Transformers : La Revanche (jeu vidéo)
Pour le film dont est tiré le jeu, voir Transformers 2 : La Revanche.
 (juin 2019).
Si vous disposez d'ouvrages ou d'articles de référence ou si vous connaissez des sites web de qualité traitant du thème abordé ici, merci de compléter l'article en donnant les références utiles à sa vérifiabilité et en les liant à la section « Notes et références ».
Transformers : La Revanche (Transformers: Revenge of the Fallen) est un jeu vidéo de tir à la première personne édité par Activision en 2009 sur une multitude de plates-formes. La version Nintendo DS est sortie en deux jeux différents : l'un suit l'histoire du côté des gentils, Autobots, et l'autre du côté des méchants, Decepticons.
Le jeu est basé sur le film Transformers 2 : La Revanche sorti la même année.

## Différences des versions
Les Autobots Skids et Mudflap n'apparaissent pas dans le jeu mais peuvent être mentionnés par Optimus Prime. Ils se font appeler "les Twins".
Dans le film, Jetfire se sacrifie pour renforcer Optimus avec ses pièces. Sur DS, il aide le chef Autobot à combattre The Fallen sans se sacrifier.

## Personnages
Peu de personnages du film sont jouables, néanmoins, beaucoup de Decepticons peuvent être affrontés dans la campagne "Autobot" tels que Sideways, Demolishor, Long Haul, Grindor, Starscream, Megatron, Devastator et le Fallen au final. Dans la campagne "Decepticon", peu d'Autobots peuvent être affrontés : Ironhide, Breakaway, Optimus Prime, Bumblebee, Jetfire et le Fallen qui finira par trahir Megatron et les siens. Et Ratchet n'a pas été affronté avec les Decepticons en mission.
Il y a une différence avec le jeu sur la console de salon, un Autobot ou un Decepticon est personnalisable, les autres Autobots ou Decepticons sont uniquement jouables dans les défis.

### Autobots
| Optimus Prime                                     | Oui |
| Jetfire (DLC)                                     | Oui |
| Bumblebee                                         | Oui |
| Ironhide                                          | Oui |
| Ratchet                                           | Oui |
| Breakaway                                         | Oui |
| Sideswipe (DLC)                                   | Oui |
| Jazz (DLC)                                        | Oui |
| Aerialbot Warrior (mode jet inspiré de Slingshot) | Non |
| Aerialbot Scout (mode jet inspiré de Fireflight)  | Non |
| Aerialbot Scout (mode jet inspiré de Skydive)     | Oui |
| Protectobot Scout                                 | Oui |
| Protectobot Sniper                                | Non |
| Protectobot Warrior                               | Non |
| Omnibot Warrior                                   | Non |
| Omnibot Scout (jaune et bleu)                     | Non |
| Omnibot Scout (rouge et blanc)                    | Non |
| Soldat du NEST A (PC)                             | Non |
| Soldat du NEST B (PC)                             | Non |

### Decepticons
| Mégatron                                   | Oui |
| Le Fallen                                  | Non |
| Starscream                                 | Oui |
| Grindor                                    | Oui |
| Soundwave (en) (DLC)                       | Oui |
| Long Haul                                  | Oui |
| Sideways                                   | Oui |
| Sunstorm G1 (DLC)                          | Oui |
| Demolishor                                 | Non |
| Devastator                                 | Non |
| Constructicon Scout (Scrapper)             | Non |
| Constructicon Warrior (Payload)            | Non |
| Seeker Sniper (inspiré de Skywarp)         | Oui |
| Seeker Scout (inspiré de Thrust)           | Non |
| Seeker Warrior (inspiré de Thundercracker) | Non |
| Combaticon Scout (PC)                      | Oui |
| Combaticon Sniper (PC)                     | Oui |
| Combaticon Warrior (PC)                    | Oui |
| Stunticon Sniper                           | Non |
| Stunticon Scout                            | Non |

## Voix françaises
- Patrick Borg : Optimus Prime
- Marc Alfos : Megatron
- Sylvain Lemarié : The Fallen
- Patrice Melennec : Ironhide
- Pierre-Alain de Garrigues : Starscream
- Thierry Mercier : Ratchet
- Thierry Kazazian : Bumblebee, Omnibot Warrior, soldat du NEST B, le 2ème ingénieur et voix additionnelles
- Philippe Dumond : Jetfire et voix additionnelles
- Marc Saez : Breakaway, le major William Lennox, Autobot Proto (Nintendo DS), les Aerialbots Scouts et voix additionnelles
- Bruno Henry : le sergent Robert Epps, et  Soundwave
- Christian Pelissier : Long Haul, Sideways, Demolisher, Combaticon Warrior et Autobot Captain
- Michel Vigné : Grindor, Stunticon Sniper et  Autobot / Decepticon Sergeant
- Martial Le Minoux : Blackout (Grindor), Aerialbot Warrior, Protectobot Scout/Sniper, le 4ème ingénieur et voix additionnelles
- Hervé Grull : Sam Witwicky
- Céline Melloul : Mikaela Banes
- Gérard Dessalles : le directeur Theodore Galloway
- Cyrille Monge : Decepticon Proto (Nintendo DS), soldat du NEST (raffinerie/Deep 6), Combaticon Sniper, les Autobots Melees/Rangeds Warriors, le 1er ingénieur et voix additionnelles
- Bénard Métraux : les Seekers, Protectobot Warrior,  les Decepticons Melees/Rangeds Warriors, Soundwave (multijoueur) et voix additionnelles
- Philippe Rouiller : le 3ème ingénieur

Version française
- Société de doublage : Dune Sound
- Direction artistique : Véronique Picciotto